# مندليفيوم
المندليفيوم (يعرف أيضا أنيلونيوم) هو أحد العناصر الكيميائية الموجودة في الجدول الدوري وله الرمز Md (سابقا Mv) ورقم ذري 101. وهو عنصر فلزي نشيط إشعاعيا بعد اليورانيوم كما أنه من الأكتينيدات. ويتم تصنيعه بقذف الأينشتينيوم بجسيمات ألفا وتم تسميته على شرف العالم ديمترى مندليف.

## الصفات المميزة
أظهرت الأبحاث أن المندليفيوم له حالة تأكسد متوسطة الثبات ثنائية موجبة (II), وذلك بالإضافة لحالة التأكسد الثلاثية (III) (لعناصر الأكتينيدات). Md-256 تم استخدامه لمعرفة الخصائص الكيميائية للعنصر في محلوله المائي. ولا توجد استخدامات أخرى للمندليفيوم، ولم يتم إنتاج إلا كميات ضئيلة منه.

## تاريخ المندليفيوم
تم اكتشاف المندليفيوم عن طريق ألبرت غيورسو (رئيس فريق البحث) جلين تي. سيبورج, بيرنارد هارفي, جريج شوبين, وذلك في بداية 1955. وقام الفريق بإنتاج Md-256 (له عمر نصف 76 دقيقة) عندما تم قذف أينشتينيوم-253 بجسيمات ألفا (نواة الهيليوم) في معمل بيركلي للإشعاع باستخدام 60-بوصة سيكلوترون (تم الحصول على Md-256 ذرة واحدة لكل مرة). وكان العنصر 101 هو تاسع عنصر من عناصر بعد اليورانيوم يتم تصنيعه.

## نظائر المندليفيوم
تم التعرف على 15 نظير مشع للمنديليفيوم، وأكثرهم ثباتا Md-258 وله عمر نصف 51.5 يوم, Md-260 وله عمر نصف 31.8 يوم, Md-257 وله عمر نصف 5.52 ساعة. وباقى النظائر الإشعاعية لها عمر نصف أقل من 97 دقيقة، ومعظمها لها عمر نصف أقل من 5 دقائق. كما أن هذا العنصر له حالة رجوع واحدة, 258m-Md (عمر نصف 57 دقيقة). تتراوح نظائر المندليفيوم في الوزن الذري من 245.091 وحدة كتل ذرية (Md-245) إلى 260.104 وحدة كتل ذرية (Md-260).

## وصلات خارجية
- العناصر على شبكة المعلومات- مندليفيوم